# 端懿王后
端懿王后 沈氏（たんいおうこう しんし、タニワンフ・シムシ、단의왕후 심씨、康熙25年5月21日（1686年7月11日） - 康熙57年2月7日（1718年3月8日））は、李氏朝鮮第20代国王景宗の世子時代の正室。本貫は青松沈氏。諡号は恭孝定穆端懿王后。世子嬪のまま逝去したため、夫の即位後、王后に追封された。

## 生涯
漢城府好賢坊（現在のソウル特別市）に生まれ、1696年4月の揀択により世子嬪に選ばれて入宮した。実家の青松沈氏は、すでに昭憲王后と仁順王后を輩出した名門だった。
1701年に痛風を患い、内医院の治療を受けた。
1718年に31歳で逝去した。粛宗により端懿嬪と追尊され、夫が王に即位すると、端懿王后に追封された。

## 家族
沈温（昭憲王后の父）の十二世の孫、沈鋼（仁順王后の父）の七世の孫に当たる。また、五世祖の沈㤿の妻の綾城具氏が、世宗と昭憲王后の孫娘の吉安県主の玄孫娘にあたる。よって王后は世宗の子孫でもある。
- 十二世祖：沈温
- 十一世祖：沈澮
- 十世祖：沈湲
- 九世祖：沈順門
- 八世祖：沈連源
- 七世祖：沈鋼
- 六世祖：沈忠謙（仁順王后の弟）※実際は、沈忠謙の兄の沈義謙が六世祖、その子の沈㤿が五世祖になる。しかし沈㤿の子の沈熙世が沈悦の養子に入ったため、系図上沈忠謙が祖先になる。
- 玄祖父：沈悦
- 高祖父：沈熙世（実際は沈悦の従兄の沈㤿の子。養子となった）
- 曾祖父：沈権 - 粛宗時代に吏曹佐郎に任じられた重臣。
- 祖父：沈鳳瑞（実際は沈権の兄の沈枢の子。叔父の沈権に息子がいないことから養子となった）
- 父：青恩府院君 沈浩（朝鮮語版）（1668年-1704年）
- 母：霊原府夫人 高霊朴氏 - 朴鑌の娘
- 弟：沈維賢
- 養弟：沈駿賢　六世祖 沈義謙の弟 沈悌謙の六世孫。

- 夫：第20代国王 景宗
  - 子女なし

## 登場作品

### テレビドラマ
- 張禧嬪［チャン・ヒビン］（2003年、KBS、演：パク・チミ）